# Hemiphaga chathamensis
Il piccione delle Chatham (Hemiphaga chathamensis Rothschild, 1891), noto anche con il nome moriori di Parea, è un uccello endemico delle isole Chatham, in Nuova Zelanda. È un parente stretto del Kererū o piccione di Nuova Zelanda (Hemiphaga novaeseelandiae). Tradizionalmente considerato una sottospecie di quest'ultimo, nel 2001 è stato proposto, sulla base di alcune differenze morfologiche, di conferirle lo status di specie a parte. Tuttavia, al di fuori della Nuova Zelanda la maggior parte degli autori continua a considerarlo una semplice sottospecie.

## Descrizione
Il piccione delle Chatham raggiunge una lunghezza di 55 cm e un peso di 800 g. La maggior parte delle zone superiori sono verde iridescente con riflessi viola e bronzo sul petto e sul mantello. Il ventre e le parti inferiori sono bianche così come una sottile banda ai lati del petto. L'iride è di colore rosso-bruno o violaceo, il becco è rosso-bruno con l'estremità giallastra, e le zampe sono rosse. I sessi sono simili, ma la femmina ha riflessi violacei meno estesi.
Dal momento che le isole Chatham sono separate dalla Nuova Zelanda da una vasta distesa di mare, il piccione che vi abita ha subito un'evoluzione differente rispetto al proprio parente neozelandese, il Kererū. I due differiscono sotto vari aspetti. Il piccione delle Chatham è più grande del Kererū del 20% circa ed ha il becco più massiccio. Diversamente dal Kererū, possiede un dito posteriore allargato grazie al quale è in grado di raspare sul suolo della foresta. Generalmente nidifica tra giugno e ottobre, mentre il Kererū nidifica tra settembre e gennaio. Costruisce il nido tra le felci, in prossimità del terreno, mentre il Kererū preferisce nidificare sugli alberi, lontano dai predatori. Inoltre, il piccione delle Chatham depone uova molto più grandi.

## Distribuzione e habitat
Sebbene non compaia sulla Lista Rossa della IUCN (dove è ancora considerato una sottospecie del Kererū), è classificato tra le specie in pericolo critico sulla Lista delle Specie Minacciate della Nuova Zelanda. Dopo essere scesa a soli 40 esemplari alla fine degli anni ottanta, la popolazione, grazie ai programmi di conservazione, ha nuovamente raggiunto le 500 unità circa, quasi tutte relegate alle foreste meridionali dell'isola di Chatham/Rehoku (in particolare quelle attorno al fiume Tuku). Ben pochi esemplari sono stati avvistati in altre zone dell'isola o sulle isole vicine di Pitt/Rangiauria e South East/Rangatira. Negli anni settanta del XIX secolo la specie era molto comune, ma la distruzione dell'habitat e la predazione da parte dei mammiferi introdotti dall'uomo ne ridussero la popolazione a soli 40 esemplari nel 1990. Da allora, il controllo dei predatori e la costruzione di recinti nella valle del Tuku e nei suoi dintorni hanno portato a miglioramenti nel successo riproduttivo che hanno consentito un rapido tasso di incremento demografico.

## Biologia
Il piccione delle Chatham si nutre dei frutti degli alberi di hoho (Pseudopanax chathamicus), matipo, mahoe e karamu, e delle foglie di mahoe, hoho e trifoglio. In particolare i frutti succulenti dell'hoho sono molto richiesti. Essi si trovano in maggior numero in agosto e settembre, periodo che coincide con il picco della stagione della nidificazione del piccione.
Il piccione delle Chatham è noto per i suoi spettacolari voli in picchiata, eseguiti soprattutto dai maschi allo scopo di attrarre una compagna. Raggiunge la maturità sessuale a 1-2 anni di età, e la femmina depone appena un unico uovo. I pulcini si involano a circa 45 giorni di vita e divengono indipendenti a 3 mesi. La speranza di vita è di circa 25 anni.